# Flesberg
Flesberg est une municipalité du comté de Buskerud en Norvège.

## Personnalités
- Finn Qvale (1873-1955), officier, cartographe et dirigeant sportif norvégien, est né à Flesberg.